# واحة جالو

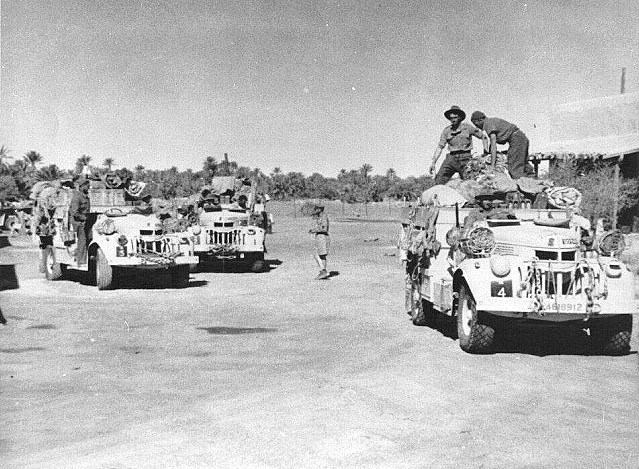
حمولة ثقيلة بالسيارات التابعة لوحدة استطلاع وإغارة تابعة للجيش البريطاني خلال الحرب العالمية الثانية (مجموعة الصحراء طويلة المدى). وتنطلق السيارات في هذة الصوة من واحة جالو.

واحة جالو (أو جالو ، أو جيالو ) (بالإنجليزية: Jalo oasis)‏ هي واحة في برقة في ليبيا تقع غرب بحر الرمال العظيم وحوالي 250 كم جنوب شرقي خليج سرت، الواحة كبير جدًا بطول 19 كيلومتر (12 ميل) وعرض يصل إلى 11 كيلومتر (7 ميل)، وهي تدعم عددًا من القرى أكبرها جالو. كانت جالو العاصمة الإدارية لمنطقة جالو من عام 1983 إلى عام 1988 ، وفي ذلك الوقت أصبحت المنطقة جزءًا من منطقة أجدابيا، واعتبارًا من عام 2007 أصبحت جزءًا من منطقة الواحات .
بسبب موقعها وكونها مصدرًا للمياه، كانت لها أهمية إستراتيجية خلال حملة شمال إفريقيا في الحرب العالمية الثانية حيث كانت محور صراع عدة مرات بين قوات الحلفاء والمحور.
إن المياه في واحة جالو مالحة جدا (3880 جزء في المليون)، الماء قلوي برقم هيدروجيني 7.4 وهو شديد الصلابة مع العديد من الأملاح الذائبة بالإضافة إلى كلوريد الصوديوم .

## مجتمعات

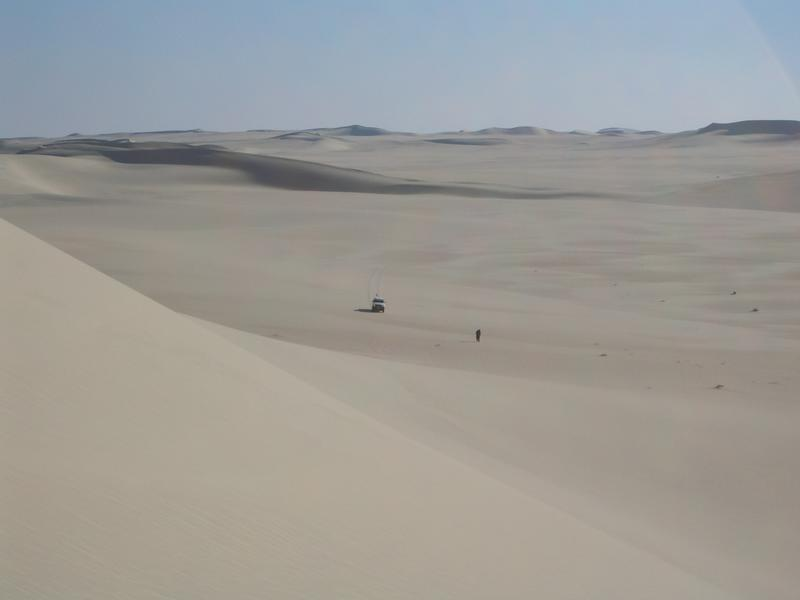
جالو(ليبيا)

بالإضافة إلى جالو، تدعم الواحة المجتمعات التالية:
- الهري
- لبّا
- شرف
- ماسليوا
- رشيدة